# 韩国科学技术研究院
- 關於位于韩国大田广域市的国立大学，請見「韩国科学技术院」。

韩国科学技术研究院（韩语：／*/?，简称KIST）是位于韩国首尔的跨学科综合研究院，在德国萨尔布吕肯、江原道江陵市和全罗北道完州郡设有分院。KIST成立于1966年，是韩国首个综合性科技研究院:26-28。续韩国科学技术研究院之后，韩国陆续建立了韩国电子通信研究院（1976年）、韩国生命工学研究院（1985年）等多家国家级科研机构，为韩国发展自主科技创新提供了保障:26-28。

## 历史
1965年5月18日，时任韩国总统朴正熙和美国总统林登·约翰逊发表建立韩国工业与实用技术研发机构的联合声明。1966年2月10日，韩国科学技术研究院在首都漢城（今首爾）城北区正式成立。1981年1月5日，韩国科学技术研究院与韩国高等科学院合并成为韩国高等科学技术院。8年后，韩国科学技术研究院从韩国高等科学技术院分离出来，重新成为独立的科研机构。为加大国际交流，韩国科学技术研究院于1996年2月16日在德国萨尔布吕肯建立了欧洲分院。2003年5月1日，依照韩国科技地区平衡发展的原则，韩国科学技术研究院在江原道江陵市成立分院。2008年1月1日，韩国科学技术研究院在全罗北道完州郡建立分院，用于发展复合材料工业。2010年，韩国科学技术研究院与印度科学理工学院合作在班加罗尔建立韩印科技中心。

## 研究部门
韩国科学技术研究院的研究部门包括：

| - 脑科学院 - 生物医学研究院 - 绿色城市科技院 - 后硅半导体院 | - 机器人和成像研究中心 - 材料与生命科学研究部 - 国家重点科研项目部 - 兴奋剂检测和高级分析中心 |